# Dirk Abels
Dirk Abels (Udenhout, 13 giugno 1997) è un calciatore olandese, difensore del Grasshoppers.

## Carriera
Cresciuto nel settore giovanile del PSV, il 16 gennaio 2019 passa allo Sparta Rotterdam, con cui si lega fino al 2021; al termine della stagione conquista la promozione in Eredivisie.

## Statistiche

### Presenze e reti nei club
Statistiche aggiornate al 17 agosto 2019.
| Stagione                | Squadra                 | Campionato              | Campionato | Campionato | Coppe nazionali | Coppe nazionali | Coppe nazionali | Coppe continentali | Coppe continentali | Coppe continentali | Altre coppe | Altre coppe | Altre coppe | Totale | Totale | Totale |
| Stagione                | Squadra                 | Comp                    | Pres       | Reti       | Comp            | Pres            | Reti            | Comp               | Pres               | Reti               | Comp        | Pres        | Reti        | Pres   | Reti   |        |
| ----------------------- | ----------------------- | ----------------------- | ---------- | ---------- | --------------- | --------------- | --------------- | ------------------ | ------------------ | ------------------ | ----------- | ----------- | ----------- | ------ | ------ | ------ |
| 2014-2015               | Jong PSV                | 1D                      | 3          | 0          | -               | -               | -               | -                  | -                  | -                  | -           | -           | -           | 3      | 0      |        |
| 2015-2016               | Jong PSV                | 1D                      | 2          | 0          | -               | -               | -               | -                  | -                  | -                  | -           | -           | -           | 2      | 0      |        |
| 2016-2017               | Jong PSV                | 1D                      | 12         | 0          | -               | -               | -               | -                  | -                  | -                  | -           | -           | -           | 12     | 0      |        |
| 2017-2018               | Jong PSV                | 1D                      | 29         | 0          | -               | -               | -               | -                  | -                  | -                  | -           | -           | -           | 29     | 0      |        |
| 2018-2019               | Jong PSV                | 1D                      | 14         | 2          | -               | -               | -               | -                  | -                  | -                  | -           | -           | -           | 14     | 2      |        |
| Totale Jong PSV         | Totale Jong PSV         | Totale Jong PSV         | 60         | 2          |                 | -               | -               |                    | -                  | -                  |             | -           | -           | 60     | 2      |        |
| 2018-gen. 2019          | PSV                     | ED                      | -          | -          | CO              | 1               | 0               | UCL                | -                  | -                  | -           | -           | -           | 1      | 0      |        |
| gen.-giu. 2019          | Sparta Rotterdam        | ED                      | 17+4       | 1          | CO              | 0               | 0               | -                  | -                  | -                  | -           | -           | -           | 21     | 1      |        |
| 2019-2020               | Sparta Rotterdam        | E                       | 3          | 0          | CO              | 0               | 0               | -                  | -                  | -                  | -           | -           | -           | 3      | 0      |        |
| Totale Sparta Rotterdam | Totale Sparta Rotterdam | Totale Sparta Rotterdam | 20+4       | 1          |                 | 0               | 0               |                    | -                  | -                  |             | -           | -           | 24     | 1      |        |
| Totale carriera         | Totale carriera         | Totale carriera         | 20+4       | 1          |                 | 1               | 0               |                    | -                  | -                  |             | -           | -           | 25     | 1      |        |